# Fear Factory
Fear Factory és una banda estatunidenca de heavy metal, sorgida l'any 1989 a Los Angeles. Amb el pas dels anys el so de la banda ha canviat molt, la qual cosa ha generat discussions entre els seus seguidors, ja que en tots els àlbums han experimentat els diferents gèneres de la música metal extrem i alternatiu, com la combinació dels estils death metal, groove metal, thrash metal, metal industrial i nu metal. El so resultant de les combinacions ha demostrat ser enormement influent en l'escena del metall dels anys 1990 endavant.
El seu àlbum Transgression es descriu com un esforç experimental i atípic, també conté elements de metal progressiu. Al març del 2002, la banda es va prendre un descans dissolent-se per discrepàncies internes, però va reprendre el camí a principis de l'any 2003, menys el guitarrista de la banda Dino Cazares, que va provocar que Christian Olde Wolbers (el baixista), prengués el seu lloc com a guitarrista i es contractés a un nou baixista anomenat Byron Stroud.
Des de la seva reformació el grup ha fet gires amb Black Sabbath, Pantera, Iron Maiden, Slayer, System of a Down, Megadeth, Dream Theater, Mastodon i Rammstein, també han participat en festivals com Ozzfest i el Gigantour creat per Megadeth.
La banda ha patit nombrosos canvis de components, deixant al seu vocalista, Burton C. Bell, com a únic membre original durant alguns anys.

## Biografia
Fear Factory es va formar l'any 1989 a Los Angeles amb el nom de "Ulceration", de la mà de Raymond Herrera i Dino Cazares. Els quals, durant una nit de Halloween que van passar junts, van compondre la primera cançó de Fear Factory, anomenada "Sufferage". A finals del mateix any, Burton C. Bell va entrar al grup i van canviar el nom pel de Fear Factory. Com a curiositat "Ulceration" és també el nom d'un dels temes del seu primer àlbum Concrete.
Fear Factory és una de les bandes influents de la música metall extrema, tant per la seva tècnica, com pel seu so original i independent, que va crear un estil propi. Va ser la primera banda que va incorporar veus netes en una banda de death metal.
Van començar la seva trajectòria musical com una banda de death metal amb els discs Concrete i Soul of a New Machine, amb grans influències de grups com Napalm Death, Godflesh, Ministry, Neurosi i altres bandes industrials de grindcore/death metal. Després, van passar a groove metal / metal industrial amb Demanufacture, i posteriorment a metal industrial amb influències més marcades pel nu metall, amb els discs Obsolete i Digimortal.
L'inici de la seva carrera professional va tenir com a punt de partida una recomanació de Max Cavalera, cantant de Sepultura, a la discogràfica Roadrunner Records, gràcies al seu àlbum Concrete. Prèviament, Fear Factory, havia enviat el seu material a Earache Records, que els van rebutjar per assemblar-se massa a Napalm Death.
Amb la discogràfica Roadrunner van editar l'àlbum Soul of a new machine, l'any 1992. Aquest disc no va tenir gaire èxit però els va brindar l'oportunitat de fer una gira per Estats Units amb altres bandes com Sepultura, Biohazard i Sick of it all. Van viatjar a Europa de la mà de Brutal Truth. Per les gires van contractar a Andrew Shives com a baixista, encarregant-se Dino Cazares de la guitarra malgrat haver enregistrat ell el baix per al disc.
L'any següent van editar Fear Is the Mind Killer, un EP en el qual Fear Factory es va mostrar més experimental que en el seu anterior treball. El disc estava compost per temes que ja apareixien en Soul Of A New Machine, però remesclats per Rhys Fulber i Bill Leeb de Front Line Assembly. Aquest disc també va marcar el debut del teclista Reynor Diego al grup.
Després de l'acomiadament d'Andrew Shives l'any 1994, van trobar a Christian Olde Wolbers a través del cantant/baixista Evan Seinfeld de Biohazard. Christian, que era en aquell moment de vacances a Los Angeles, ja que ell vivia a Bèlgica, va accedir a unir-se al grup.

### Demanufacture, la consagració
L'any 1995, Fear Factory, va saltar a la fama de la mà de l'àlbum Demanufacture, a través del segell Roadrunner, aconseguint el suport unànime de la crítica i del públic. L'èxit els va portar a una gran gira durant els dos anys següents que els va obrir les portes de grans festivals internacionals, com Ozzfest, compartint escenari amb grans grups com Black Sabbath, Iron Maiden i Megadeth. Aquest disc va marcar el reconeixement de Fear Factory com una de les bandes més importants i innovadores del metal. En aquest disc, es poden observar, clarament, els elements que caracteritzen el grup, i que el van distingir dels altres, guanyant-se un lloc dins dels grans del metal. D'una banda, la perfecta sincronització entre els potents riffs de guitarra de Dino i la rapidesa executora a la bateria d'Herrera, que complementat amb el baix gravat per Dino (Christian no va gravar l'àlbum), li donaven un caràcter extrem al disc. També cal afegir el gran treball de Burton C. Bell, capaç de barrejar veus properes al death metal, amb cors, i amb una veu summament neta i melòdica; i els teclats i sintetitzadors del coproductor Rhys Fulber.
Els principals temes d'aquest disc són "Replica" (del qual també es va enregistrar un vídeo), sent el tema més melòdic del disc, "Zero Signal", que és el màxim exponent de força i rapidesa de la banda, i "Self Bias Resistor", els memorables cors del qual van fer-lo destacar. Altres com "New Breed", on s'aprecia magistralment la unió d'elements del metall amb música electrònica.
L'any 1997, Fear Factory llança Remanufacture, que consistia en remescles de totes les cançons de Demanufacture, amb el qual reflecteixen les clares influències de la música electrònica.

### Obsolete, disc d'or
Tres anys després de Demanufacture, la banda edita el disc Obsolete, l'any 1998, amb què van tornar a repetir èxit i tot seguit van començar noves gires amb bandes com Slayer i Rammstein. Obsolete va ser el disc més reeixit de Fear Factory, arribant a ser disc d'or als Estats Units i un dels grans èxits del segell Roadrunner Records. Musicalment va seguir el camí de l'anterior, metal industrial, a més de seguir barrejant veus esquinçadores amb veus netes en els cors. Malgrat aquesta línia general de continuïtat, també es van incloure temes més comercials com "Edgecrusher", en què per primera vegada s'afegien elements més propers al nu metall, tot i que en conjunt va prevaldre l'estil Demanufacture.
Malgrat que la vena experimental del grup era més controlada, en aquest disc van decidir incorporar violes, violins i cellos a alguns temes donant-li un toc més èpic.
Els temes més importants del disc són “Shock", on s'aprecia el clàssic metal industrial de Fear Factory, amb línies vocals estripades. Al llarg de l'àlbum la tensió musical va creixent, destacant alguns temes més foscos com "Freedom or Fire" i uns altres més melòdics, com "Descent", fins a arribar al tema "Resurrection", la cançó més sorprenent de l'àlbum i possiblement la més melòdica de Fear Factory fins al moment. Els cors d'aquest tema es van convertir indubtablement en un dels himnes més memorables de la banda. D'aquest tema també es va gravar un vídeo.

### Digimortali l'acostament pronunciat alnu metal
Després del reeixit Obsolete, van sorgir disputes en la banda sobre l'estil que Fear Factory havia de seguir. D'una banda, Dino Cazares s'inclinava per tornar a les arrels de l'emblemàtic Demanufacture, i per l'altra, la resta dels membres preferien afegir elements de la música rap. Això va implicar tensions entre membres del grup. D'altra banda, la discogràfica, també va instar al conjunt al fet que fessin un estil més comercial. Finalment, es va imposar la visió de la majoria i l'any 2001, va veure la llum el seu següent àlbum, Digimortal. Aquest treball, va ser bastant criticat a causa de les similituds amb l'estil nu metall, allunyant-se en certa manera de l'agressivitat dels seus anteriors treballs.
Digimortal, lluny de ser un fracàs en termes comercials, no va igualar al seu antecessor Obsolete, causant aquest fet gran frustració entre els membres de la banda i tensions amb el segell discogràfic. Les influències del nu metall eren molt presents, fins i tot en el tema "Back the Fuck Up", Burton C. Bell canta al costat d'un membre del grup de hip-hop Cypress Hill. Temes destacables són "Dark Bodies", que és literalment una balada, barrejant passatges tranquils amb la brutalitat característica de la banda. Altres cançons importants, són "Digimortal" i "Damaged", on recuperen el seu so metaler habitual.
"Linchpin" és indiscutiblement el tema principal del disc, amb una melodia molt cridanera, sent un dels temes més recordats d'aquest disc. D'aquest tema, es va gravar un vídeo, sent l'últim on es poden veure als quatre membres originals junts.

### La separació
Finalment, després dels problemes sorgits després de Digimortal, al març del 2002, el grup es va dissoldre. Sumat a les diferències musicals, també existien forts problemes de convivència entre Dino Cazares i Burton C. Bell, tot i que també amb els altres membres.
A finals d'any es va anunciar el retorn de la banda sense Dino Cazares, la formació va canviar, passant Christian Olde Wolbers a guitarra, per donar espai al nou baixista, procedent de Strapping Young Lad, Byron Stroud (malgrat que en el següent àlbum, Archetype, va ser el mateix Christian l'encarregat, també, del baix). El baterista Raymond Herrera i el vocalista Burton C. Bell van mantenir les seves posicions.

### El retorn
A principis del 2004 es va saber que el grup estava treballant en un nou disc amb la discogràfica Liquid 8 Records. A l'abril van llançar Archetype, que els retorna al seu estil metal industrial/groove metal amb una forta influència de death metal. En aquest disc, abandonen definitivament el nu metall, per tornar a sons més propers a Demanufacture. Durant tot el disc, els temes mostren gran agressivitat, destacant els temes "Slave Labor", "Archetype" i "Cyberwaste".
Aquest treball va tenir un moderat èxit que els va permetre redreçar la seva trajectòria i els va donar confiança per llançar un segon disc a l'agost de 2005. Aquest va ser titulat Transgression i va suposar un pas endavant en l'evolució del so de Fear Factory prenent elements més melòdics però intentant mantenir la força que els caracteritzava. Fins i tot en aquest disc es va incloure una cover d'U2, la cançó "I Will Follow", en què el grup interpreta un tema pop, però mantenint el seu estil. Malgrat que el disc va tenir algunes crítiques, pel peculiar canvi d'estil, es van defensar argumentant que Transgression era un disc experimental.

### Reformació
El 7 d'abril de 2009, Burton C. Bell i el membre fundador, Dino Cazares anuncien que han reformat a Fear Factory, amb Byron Stroud (Strapping Young Lad, Zimmers Hole) continuant en el baix i amb la incorporació de Gene Hoglan (Death, Dark Angel, Strapping Young Lad) a la bateria, reemplaçant a Raymond Herrera. Tampoc van comptar amb Christian en aquesta nova formació.

Fear Factory, va llançar un altre àlbum, Mechanize, al febrer de 2010, i al juliol de 2012 va sortir el seu vuitè lliurament discogràfic, anomenat The Industrialist. L'1 de maig, es va anunciar que l'ex-Static-X i el baixista de Soulfly, Tony Campos, s'integraria a la banda. El 7 d'agost del 2015 van llançar el seu novè àlbum Genexus a través de la discogràfica Nuclear Blast.

### Incertesa
A l'octubre del 2019, Dino Cazares va dir que Fear Factory no podia treure cap nou àlbum i que el futur de la banda era incert, a causa que els ex membres Christian Olde Wolbers i Raymond Herrera, havien posat una demanda que els prohibia usar el nom Fear Factory.

## Llegat i influència
Fear Factory, va ser unes de les primeres bandes a combinar el death metal amb rock industrial tenint un gran impacte dins de l'escena musical d'aquest etsil des que van llançar el seu primer material l'any 1992. Fear Factory és notablement reconeguda per bandes contemporànies per incorporar en la seva temàtica la ciència-ficció i la tecnologia, ja que molts dels seus primers àlbums centren aquest tema, creant així una història que es desenvolupa al llarg de tres àlbums conceptuals (Demanufacture, Obsolete i Digimortal).
Altres bandes com Disturbed, Static-X i Coal Chamber han citat a Fear Factory com una de les seves principals influències musicals.
Devin Townsend de Strapping Young Lad va citar que la seva major influència per crear l'àlbum Heavy as a Really Heavy Thing van ser Fear Factory i Napalm Death.
Bandes més actuals com Mnemic, Scarve, Sybreed, Threat Signal i Last Scene Ends tenen també en el seu estil una singular influència de la tècnica de Fear Factory i sovint han comentat que senten admiració cap a la banda.

## Discografia
| Álbumes de estudio - 1992: Soul of a New Machine - 1995: Demanufacture - 1998: Obsolete - 2001: Digimortal - 2002: Concrete (originalmente considerado demo) - 2004: Archetype - 2005: Transgression - 2010: Mechanize - 2012: The Industrialist - 2015: Genexus | Remix - 1993: Fear is the mindkiller - 1997: Remanufacture Compilaciones - 2003: Hatefiles - 2006: The Best of Fear Factory DVD - 2002: Digital Connectivity |

Estended Played (EP)
- 1997: Burn

### Senzills
| Any  | Títol                            | Millor posició | Millor posició | Millor posició | Millor posició | Àlbum             |
| Any  | Títol                            | EUA Sales      | EUA Alt.       | EUA Main.      | R.U.           | Àlbum             |
| ---- | -------------------------------- | -------------- | -------------- | -------------- | -------------- | ----------------- |
| 1995 | «Replica»                        | —              | —              | —              | —              | Demanufacture     |
| 1995 | «Dog Day Sunrise»                | —              | —              | —              | 85             | Demanufacture     |
| 1997 | «Burn»                           | —              | —              | —              | 83             | Remanufacture     |
| 1998 | «Resurrection»                   | —              | —              | —              | 88             | Obsolete          |
| 1998 | «Xoc»                            | —              | —              | —              | —              | Obsolete          |
| 1999 | «Descent»                        | —              | —              | 38             | —              | Obsolete          |
| 1999 | «Cars»                           | —              | 38             | 16             | 57             | Obsolete          |
| 2001 | «Linchpin»                       | —              | —              | 31             | 85             | Digimortal        |
| 2002 | «Invisible Wounds (Dark Bodies)» | —              | —              | —              | —              | Digimortal        |
| 2002 | «Sangre de Nens»                 | —              | —              | —              | —              | Concrete          |
| 2004 | «Bite the Hand That Bleeds»      | 47             | —              | —              | —              | Archetype         |
| 2005 | «Supernova»                      | —              | —              | —              | —              | Transgression     |
| 2009 | «Powershifter»                   | —              | —              | —              | —              | Mechanize         |
| 2010 | «Fear Campaign»                  | —              | —              | —              | —              | Mechanize         |
| 2010 | «Final Exit»                     | —              | —              | —              | —              | Mechanize         |
| 2012 | «Recharger»                      | —              | —              | —              | —              | The Industrialist |
| 2012 | «New Messiah»                    | —              | —              | —              | —              | The Industrialist |
| 2012 | «The Industrialist»              | —              | —              | —              | —              | The Industrialist |
| 2015 | «Soul Hacker»                    | —              | —              | —              | —              | Genexus           |
| 2015 | «Protomech»                      | —              | —              | —              | —              | Genexus           |
| 2015 | «Dielectric»                     | —              | —              | —              | —              | Genexus           |

## Membres
Actuals
- Burton C. Bell − veu (1989-2002, 2002-2006, 2009-present)
- Dino Cazares − guitarra (1989-2002, 2009-present)
- Mike Heller - bateria (2012- present)
- Tony Campos − baix (2015-present)

Anteriors
- Christian Olde Wolbers − baix (1993-2002) guitarra (2002-2006)
- Raymond Herrera − bateria (1989-2002, 2002-2006)
- Matt DeVries − baix (2012-2015)
- Byron Stroud - baix (2002-2006, 2009-2011)
- Andrew Shives − baix (1992-1994)
- Dave Gibney − baix, vocals (1989-1991)
- Andy Romero − baix en "Concrete" (1991-1992)
- Raynor Diego − teclista (1991-1995)
- Gene Hoglan - bateria (2010-2012)

Personal addicional
- Rhys Fulber − samples, DJ
- Steve Tushar - sons electrònics
- John Bechdel − teclista